# 小林英健
小林 英健（こばやし ひでたけ、1958年 - ）は、学校法人近畿医療学園 近畿医療専門学校創立者・理事長で「小林式背骨矯正法（現スポーツ活法）」の発案者。関西大学卒業後、銀行員として1年間サラリーマン生活を経験するが、やりがいのある仕事を求め、退職し柔道整復師に転向。鍼灸師の資格を習得。専門学校卒業後に八尾市に整骨院を開業。グループ化し42院を展開する。
小林整骨院グループ総院長。成田緑夢を復帰へ導いたほか、多くのプロ野球選手、大相撲の力士、Jリーガーらのメディカルトレーナーも務め、2016年リオデジャネイロオリンピック2021年の東京オリンピックでは日本選手団のトレーナーとして派遣された。
2008年には、近畿医療専門学校を設立し、後進の育成、特にスポーツトレーナー育成に注力する。

## 人物

### 生い立ちから専門学校設立まで
大阪府八尾市に公務員の家庭に生まれる。関西大学卒業後、銀行に就職するが、職務内容に満足せず1年で退職。大学で専攻していた心理学の授業で「幸福論」を学んだ際、「人は好きなことを仕事にしたらずっと幸せでいられる」という考えに深く共鳴し、生きがいを感じられる仕事に就くべきとの思いを持ち続けていたことから、柔道整復師を志し専門学校へ通い2年後に国家資格を取得、同期卒業生の中で最も早く開業する。柔道整復術は試合でケガをした人を柔道家が応急措置をするための医術で、捻挫、脱臼、骨折などの手当てが中心であるが、実際にはそれらの治療に整骨院や接骨院に来る患者は少なく、ほとんどは整形外科へ行く。整骨院の患者のほとんどは腰痛や膝痛、肩こり、筋肉痛・関節痛などの慢性的な痛みを訴える例が多く、実際的に必要な治療は柔道整復師養成学校では得られなかった。このため、小林は開業後に困難に直面することを見越して、週末には整体やカイロプラクティクなど各種手技治療法のセミナーにも通った。その後、小林は整骨院の多店舗経営に乗り出したほか、2006年より最大の目標を近畿医療専門学校設立に置く。開校には柔道整復師の資格のほか、高校以上の教員資格か、専科教員の資格も必要であるため、教師の募集が最大の難関であったがクリアし、2年後の2008年4月に開校させる。
医療法人誠真会・関目病院との医療連携体制、上海中医薬大学、芦屋大学との教育連携も行っている。
南條式変形徒手矯正療法を進化させた「小林式背骨矯正法（現スポーツ活法）」を確立しセミナーにて全国の柔道整復師に伝授するほか、多くの整骨院を開院、小林整骨院グループとして発展させ、2022年現在42院を展開する。
スポーツ医療のエキスパートとして知られる。

### スポーツトレーナーとして
小林は多くのプロ野球選手、大相撲の力士やJリーガーらをメディカルトレーナーとしてサポートしているほか、近畿医療専門学校には、平昌パラリンピックの男子スノーボードバンクドスラローム金メダリストである成田緑夢が所属していた。成田が2005年に左足の膝から下が動かせなくなる障害を負った際の体の歪みを、小林が骨格矯正したことで両者の関係が生まれ、以来、成田が毎月のように小林の元に通い、2016年末からは近畿医療専門学校が成田をスポンサー契約という形で援助している。また、近年はアスリートになる夢を抱きながら断念したが、スポーツに関わる仕事がしたいという生徒のために、自ら多くの学校に出向き施術訪問を実施している。技術的には「小林式背骨矯正法」を元にし、スポーツ選手向けに対応させた｢スポーツ活法」矯正法を実践している。

### 小林式背骨矯正法　スポーツ活法について
予防医学としての柔道整復術のための技術として、小林が考案。実際の施術が3分ほどで終わり即効性があるとしており、2018年現在、1500人の柔道整復師が採用している。ぎっくり腰で来院した患者に施術をした際、動けなくなるほど悪化した経験から真に治せる技術として、宇多天皇の流れをくむ南條家に伝わる「南條式変形徒手矯正療法」（その母体は神道殺活流）と、それをベースに小林が「斎田式療法」「礒谷療法」などをアレンジしたり改良を施し開発した技術で、小林式背骨矯正法と名付けた。
南條式変形徒手矯正療法は、武術から生まれたためダイナミックで荒っぽいところがあるが、それをベースとした小林式背骨矯正法は武術の心得がなくてもできるように現代風に改良されている。それでもなお一般の整体やカイロプラクティクに比較するとダイナミックであるとされる。
小林式は背骨の歪みと股関節の歪みの双方を正確に捉えることを重視しており、スポーツ障害にも効果があることから成田緑夢ほか多くのスポーツ選手らを復帰へ導いている。
この手技による腰痛治療は、仙腸関節の矯正により腰椎の歪みを取り、正しい位置に戻す。カイロプラクティクや整体では通常、仙腸関節の状態を細分し調整方法を様々に変えるが、小林式では痛みのある側の仙腸関節を動かすことで腰痛を解消できるとしている。小林はこの手技を、正しい人体の知識と治療の経験が必要と考え、すでに開院している柔道整復師の有資格者だけにセミナーにて伝授し、また小林整骨院グループの治療院で採用している。
2016年4月「小林式背骨矯正法」の研修内容をリニューアルし「スポーツ活法」と名前を改めて、全国にてセミナーを開催。2021年よりオンラインでのセミナー開催を行うなど、幅広く展開を実施している。

## 略歴
- 1958年生まれ。大阪府立八尾高等学校[18]、関西大学卒業[6][5]。
- 1985年11月 - 大阪府八尾市に「小林整骨院」を開業。周囲300m内に4軒の整骨院があったため、他院が持っていない施術法を研究するうちに南條式変形徒手矯正療法に行き着く[8]。
- 1999年、南條式とカイロプラクティクに整体を融合させた「小林式背骨矯正法」をセミナーにて治療家向けに公開を始める[11]。
- 2008年4月 - 近畿医療専門学校を開校[6][5]。
- 2011年4月 - 同校に鍼灸学科開設[6]。
- 2012年 - 9月、小林整骨院グループを株式会社KMCに商号変更[6]。
- 2016年 - 4月、「小林式背骨矯正法」を「スポーツ活法」としてリニューアルを実施[6]。
- 2016年 - 8月、リオデジャネイロオリンピックで日本選手団のトレーナーとして派遣される[1]。
- 2021年 - 8月、東京オリンピックでフェンシングサーブル日本代表にトレーナーとして帯同[19]。

## テレビ出演
- トップの言魂（2021年12月25日サンテレビ）

## 書籍

### 著作
- 『椎間板ヘルニアの痛みが消える』小林式背骨矯正（文芸社 2002年5月15日発刊）
- 『改訂新版病気の原因は背骨にある 「小林整体」の魅力―即効!ダイナミック矯正で痛みと病根を断つ』（現代書林 2005年4月6日発刊）
- 『生きがいの整体師』（現代書林、2006年1月12日発刊）
- 『平凡だったボクが年収1億円になれた理由』（現代書林、2008年2月28日発刊）
- 『やりがいのある仕事!柔道整復師』小林式背骨矯正（現代書林、2013年9月17日発刊）
- 『スポーツトレーナー 絶対になりたい人が読む本』小林英健・田中亘彦共著（現代書林2018年6月28日発刊）（[20][3]）

- 『スポーツトレーナーになる』（Teck Buddy、2018年6月4日）[21]
- 成功哲学を学んでもなぜ成功しないのか? 奇跡を起こす「考え方」[22]
- 人生が変わる耳ツボダイエット[23]　　　ほか著作多数

### 連載
- 大阪日日新聞『澪標』コラム「治療家人生の幕開け」を連載（2020年9月15日から2021年8月17日まで連載）